# 레일리-리츠 방법
레일리-리츠 방법(Rayleigh–Ritz method)은 변위경계조건을 만족시키는 유한개수의 기저함수의 선형조합으로 미지함수를 표시하고 기저함수를 가중함수로 사용해서 해를구하는 법으로 일종의 가중잔차법이다.